# Egon Schwelb
Egon Schwelb (geboren 18. Dezember 1899 in Prag, Österreich-Ungarn; gestorben 20. März 1979 in New York City) war ein tschechoslowakisch-US-amerikanischer Jurist.

## Leben
Egon Schwelb stammte aus einer säkularisierten jüdischen deutschsprachigen Familie, sein Vater war der Kaufmann Ernst Schwelb, seine Mutter die Lehrerin Hedwig Porges, er hatte eine Schwester. Er wurde 1917 nach der Matura Kriegsfreiwilliger im Ersten Weltkrieg. Nach Kriegsende studierte er Rechtswissenschaft in Wien und an der Deutschen Universität in Prag und wurde 1922 promoviert. Er wurde Rechtsanwaltskonzipient und gründete 1927 eine eigene Anwaltskanzlei in Prag. Er publizierte rechtswissenschaftliche Aufsätze, so entlarvte er 1936 in der sozialistischen Zeitschrift Der Kampf die Moskauer Prozesse als scheinlegale Schauprozesse. Schwelb wurde 1919 Mitglied der Deutschen sozialdemokratischen Arbeiterpartei in der Tschechoslowakischen Republik (DSAP) und war für sie von 1932 bis 1938 Mitglied des Prager Stadtrats. Er heiratete die Anglistin Karla Redisch, ihr Sohn Frank E. Schwelb (1932–2014) wurde Richter am Superior Court of the District of Columbia. 
Nach der Besetzung der Tschechoslowakei 1939 durch die Deutschen wurde er von der Gestapo einige Monate inhaftiert. Er flüchtete noch im Jahr 1939 mit seiner Familie nach England und schloss sich der Gruppe exilierten deutscher tschechoslowakischer Poliker um Wenzel Jaksch an. 1942 war er einziger sudetendeutscher Vertreter im fünfköpfigen Rechtsrats der Tschechoslowakischen Exilregierung um Edvard Beneš. 1945 machte er einen LL.B. an der Universität London. 
Schwelb wurde 1945 Berater bei der 1943 gegründeten United Nations War Crimes Commission, die den Nürnberger Prozess gegen die Hauptkriegsverbrecher vorbereiten sollte. Er ging 1947 nach New York und leitete bis 1962 als Stellvertreter des Kanadiers John Peters Humphrey die Menschenrechtsabteilung der UNO und wirkte an der Formulierung der Erklärung der Menschenrechte mit, die 1948 verabschiedet wurde. Von 1971 bis 1976 arbeitete er noch als Rechtsberater für die UNO-Vollversammlung. 
Schwelb war von 1962 bis 1968 Lecturer für Menschenrechtsschutz an der Yale University Law School. 1970 erhielt er die US-amerikanische Staatsbürgerschaft. Postum wurde ihm 1979 die Dag-Hammarskjöld-Ehrenmedaille der Deutschen Gesellschaft für die Vereinten Nationen verliehen.

## Schriften
- Human Rights and the International Community: The Roots and Growth of the Universal Declaration of Human Rights, 1948–1963. Quadrangle Books, 1964
- Zeitschriftenaufsätze